# Stempel (plant)
De stempel of het stigma is het al of niet verbrede, meest kleverige, bovenste gedeelte van de stamper, dat het stuifmeel opneemt.
De stempel is bedekt met papillen waaroverheen een cuticula ligt. Stempels kunnen nat of droog zijn. Het vochtige laagje wordt een exudaat genoemd. Planten die geen exudaat produceren hebben een droge stempel. Dit exudaat speelt een cruciale rol in het bepalen van de richting van de pollenbuis-groei. De stuifmeelbuis van een stuifmeelkorrel kan een rond gaatje maken in de cuticula, waarna de stuifmeelbuis de stijl in kan groeien. In de stijl is geleidingsweefsel aanwezig, zoals bij petunias of er is een open stijlkanaal, zoals bij lelies. Het geleidingsweefsel bestaat uit cellen die omgeven zijn met veel pectine. De pollenbuis lost met behulp van enzymen de pectine op en kan daardoor tussen de cellen doorgroeien.

## Bevruchting
In de lucht zitten zeer veel verschillende stuifmeelkorrels en alleen een specifieke combinatie van stuifmeelkorrel en stempel geeft bevruchting. Daardoor vindt er bij kruisbevruchters meestal geen kruisbevruchting tussen soorten of nauw verwante planten plaats en blijven deze soortecht.
Er zijn verschillende barrières tegen bevruchting. Deze kunnen door de bouw van de bloem komen, maar er zijn ook chemische barrières welke sporofytisch of gametofytisch van aard kunnen zijn.
- Sporofytisch: Het stuifmeel kan niet kiemen op de stempel.
- Gametofytisch: De stuifmeelkorrel kiemt wel, maar de stuifmeelbuis kan niet door de stijl naar het vruchtbeginsel groeien of groeit te traag.

Als de stempel de stuifmeelkorrel herkent en de stempel is rijp dan kan de stuifmeelkorrel kiemen. De stuifmeelkorrel zwelt door osmose, waarbij water wordt opgenomen, op. Hierdoor gaat het cytoplasma van de stuifmeelkorrel door de celwand naar buiten en vormt het begin van de stuifmeelbuis. De stuifmeelbuis begint hierna te groeien in de richting van het zaadbeginsel, waarbij het zich een weg door de stijl baant.
Bij een rijp zaadbeginsel is de stempel ontvankelijk voor stuifmeelkorrels. Bij de rotsooievaarsbek (Geranium macrorrhizum) is dit goed waarneembaar, omdat de stempel gesloten is zolang het zaadbeginsel nog niet rijp is. Op de meest rechtse foto is achter de meeldraden de gesloten stempel te zien.
Bij luzerne is de stempel bedekt met een vlies. Pas als een insect de bloem bezoekt, scheurt door de ingenieuze bloembouw het vlies en kan stuifmeel op de stempel komen.
Bij klaproos is een stempelschijf aanwezig, waarop de stempels liggen.

## Stempelvorm
De stempel kan verschillende vormen hebben en al of niet behaard zijn.
De voornaamste vormen zijn:
- knopvormig
- knotsvormig
- met kuif of kam
- aflopend
- breed bijeenstaand
- schijfvormig
- franjeachtig gewimperd
- lijnvormig
- gelobd
- pluimharig
- lang en rond

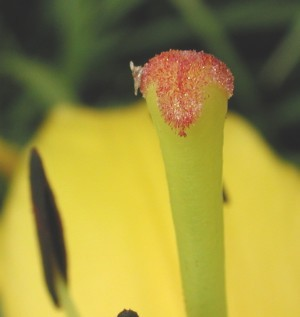
knotsvormige stempel met stuifmeel van lelie
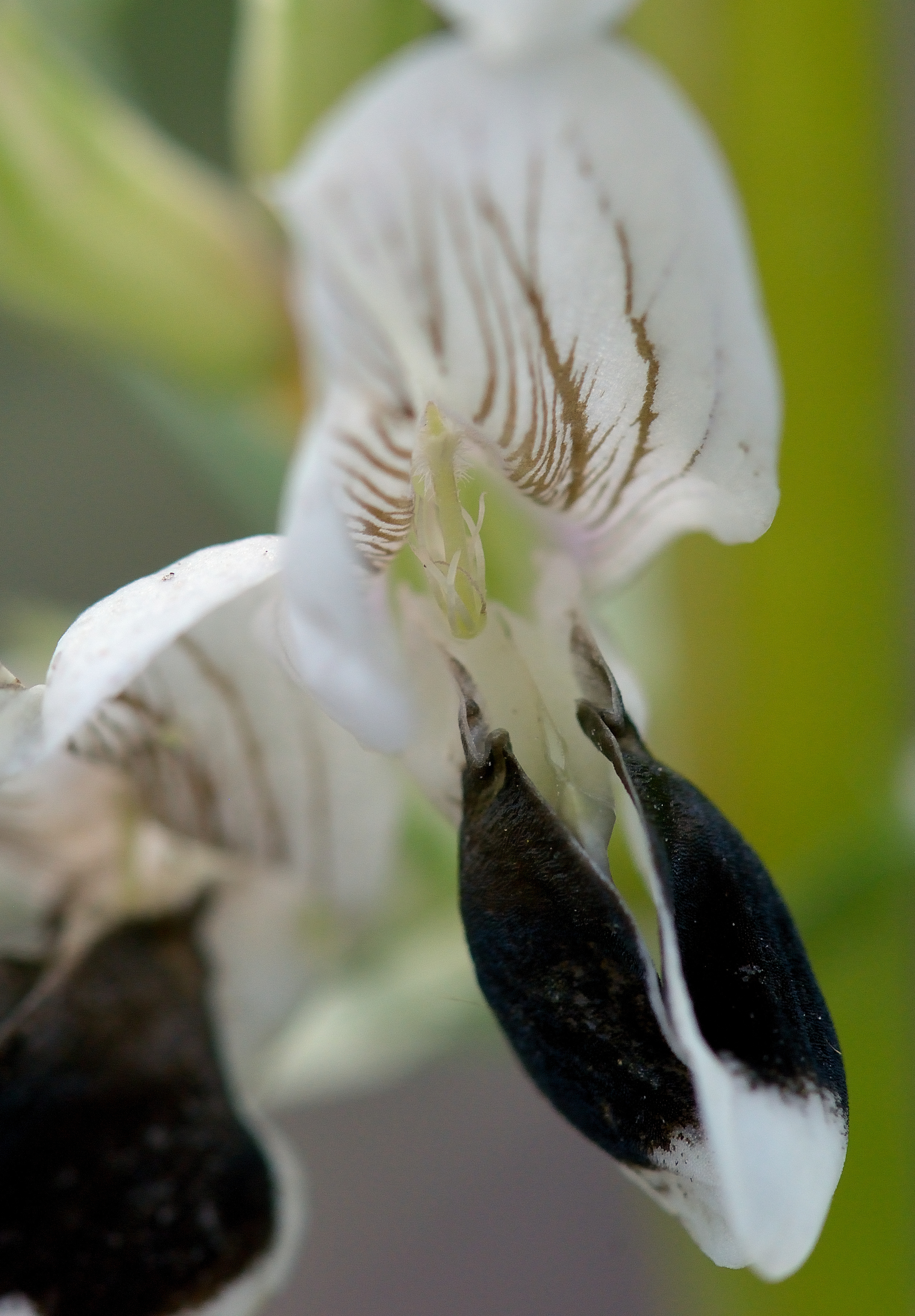
behaarde knotsvormige stempel
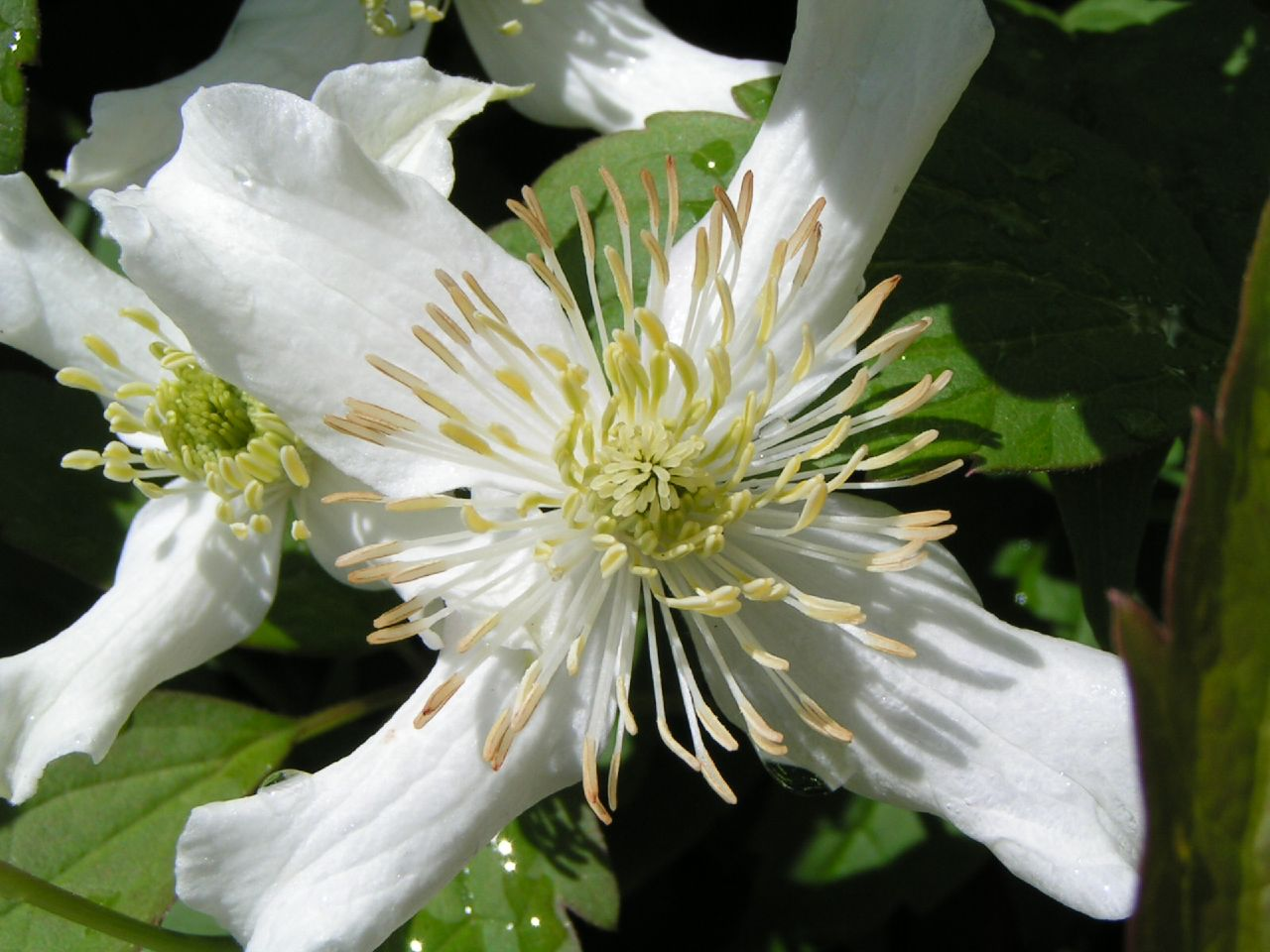
knotsvormige stempels van Clematis montana wilsonii
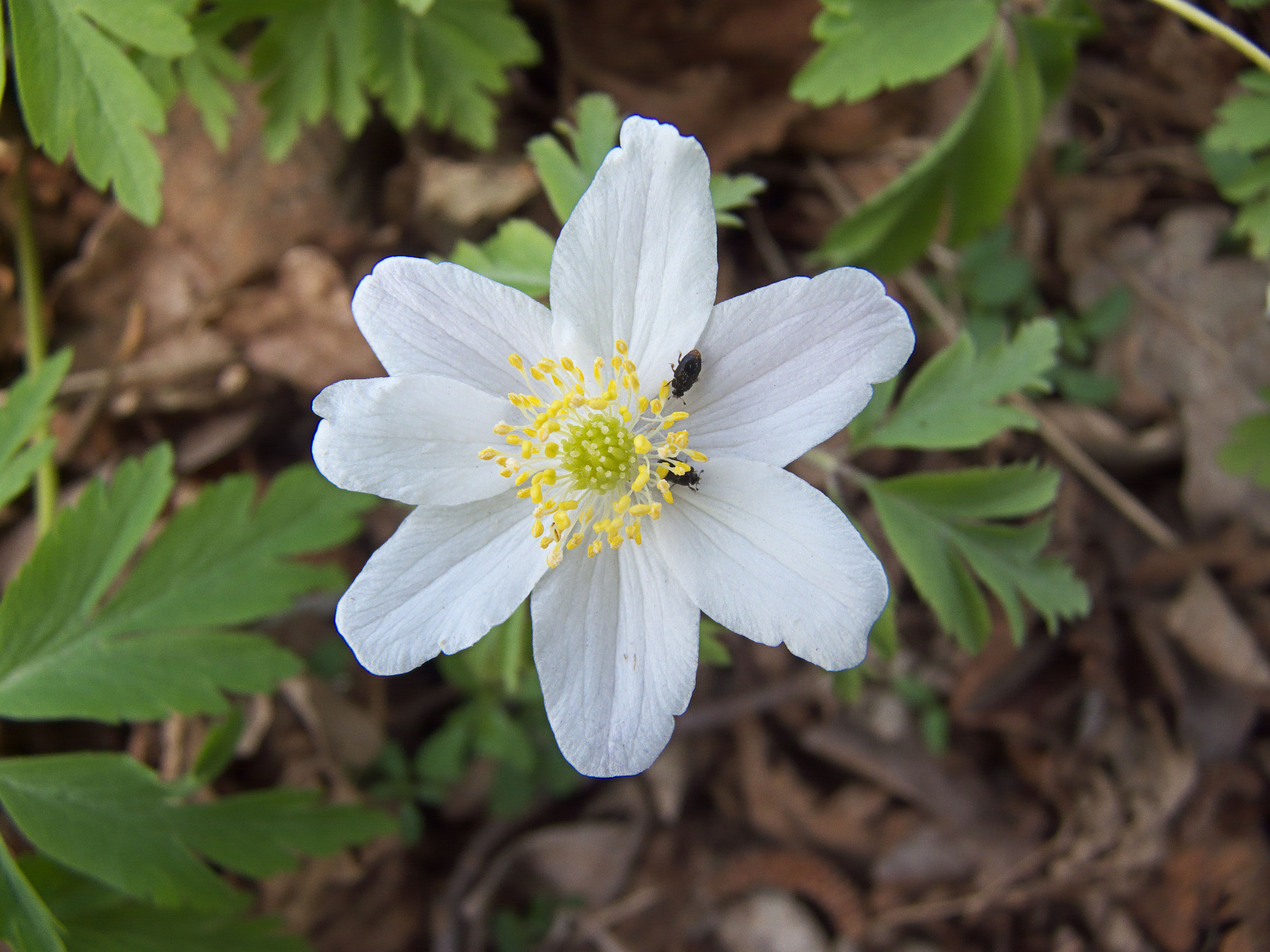
knotsvormige behaarde stempels van bosanemoon
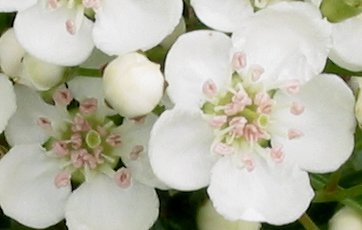
vlakke stempel van eenstijlige meidoorn
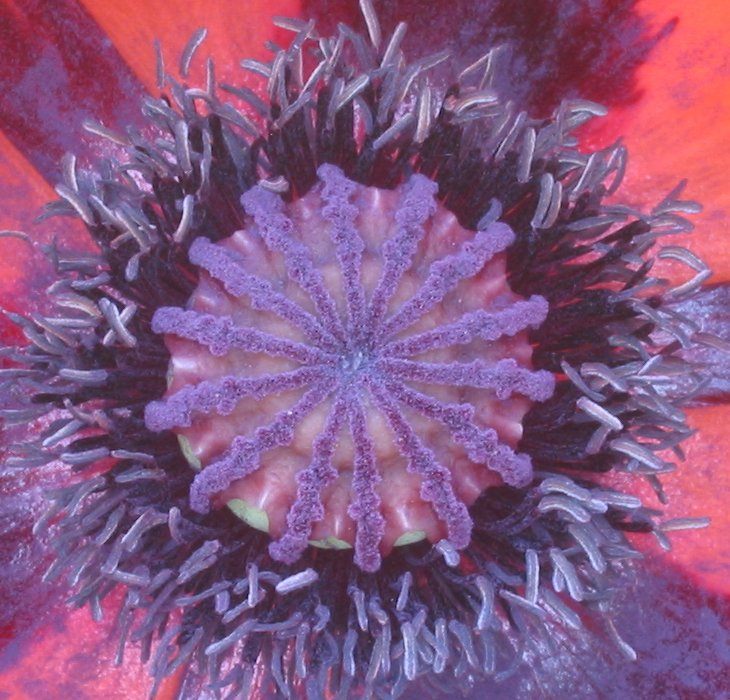
stempelschijf met stempels van klaproos
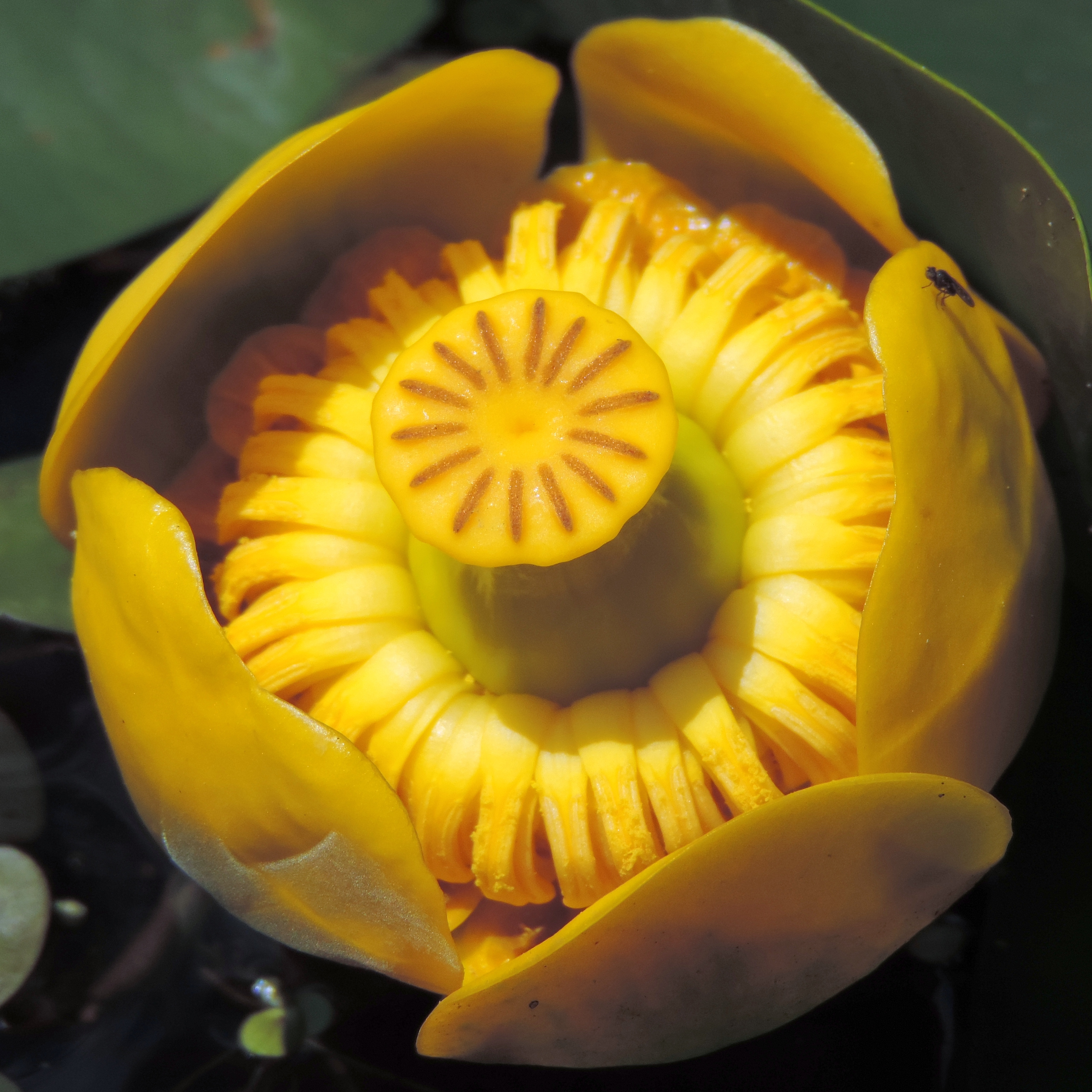
stempelschijf met stempels van gele plomp
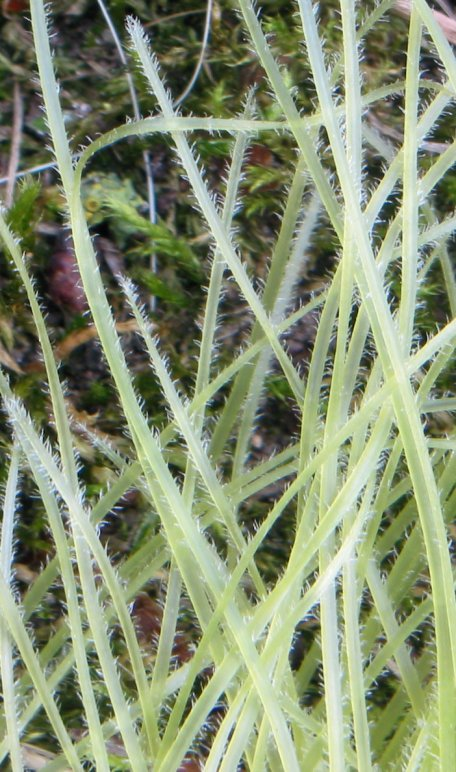
stempels van suikermaïs
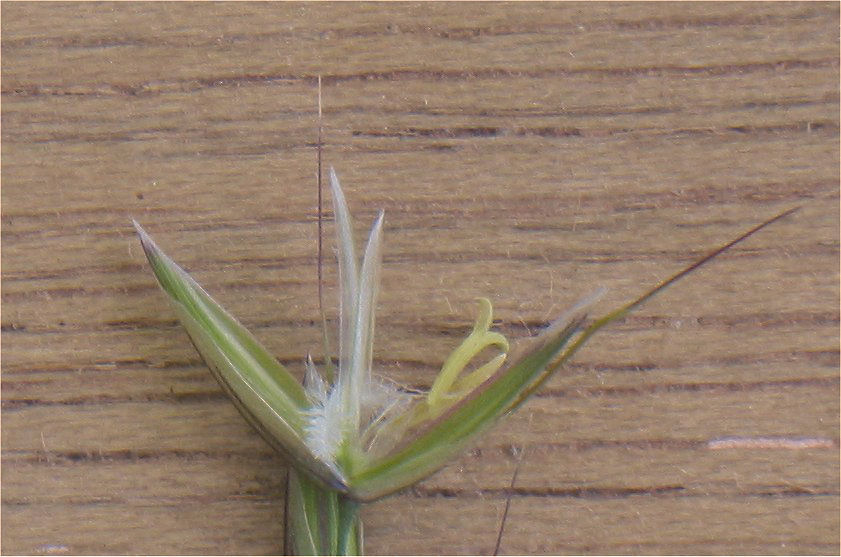
pluimharige stempel van Glanshaver
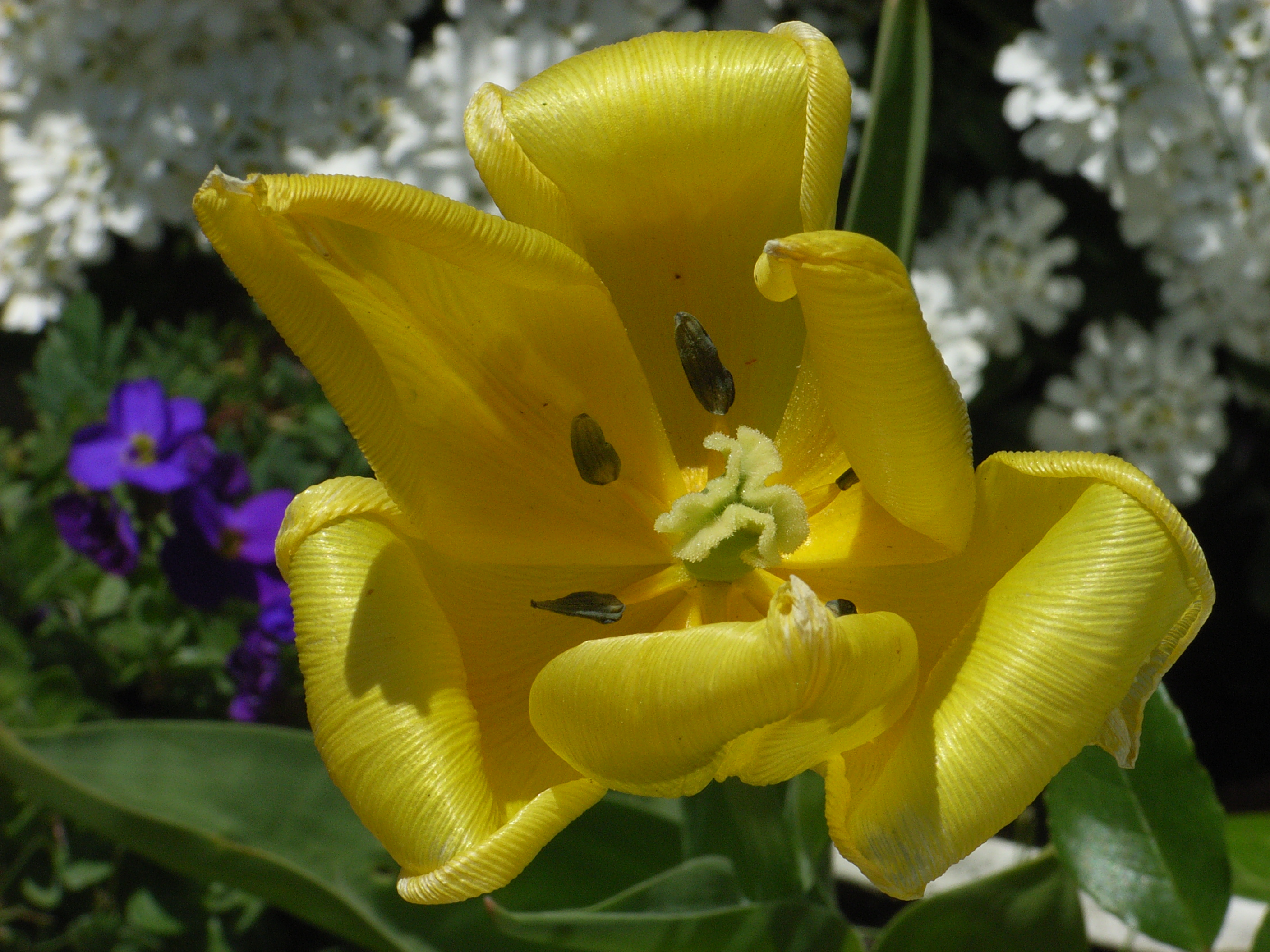
gelobde en behaarde stempel van tulp
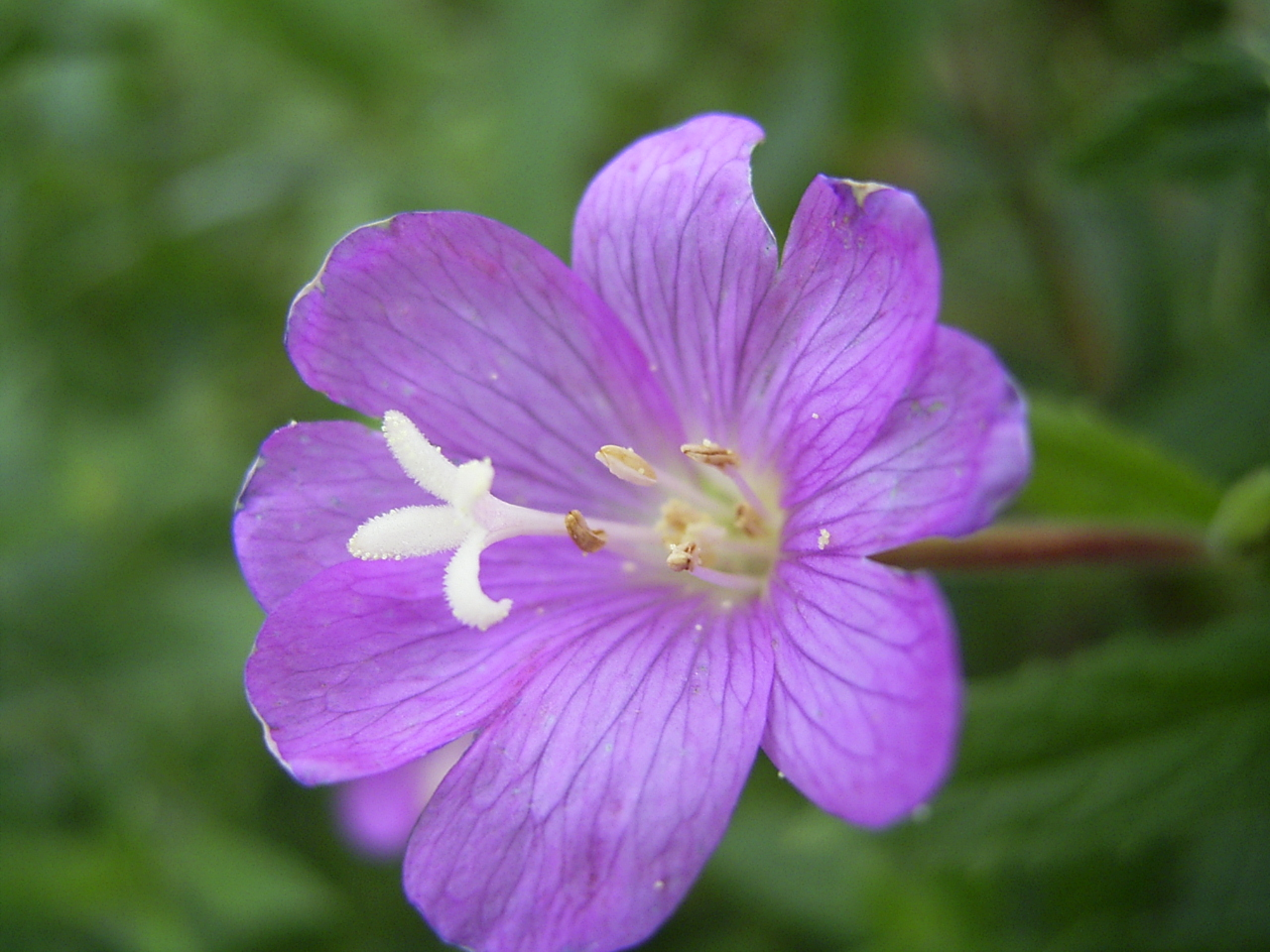
gelobde stempel van harig wilgenroosje
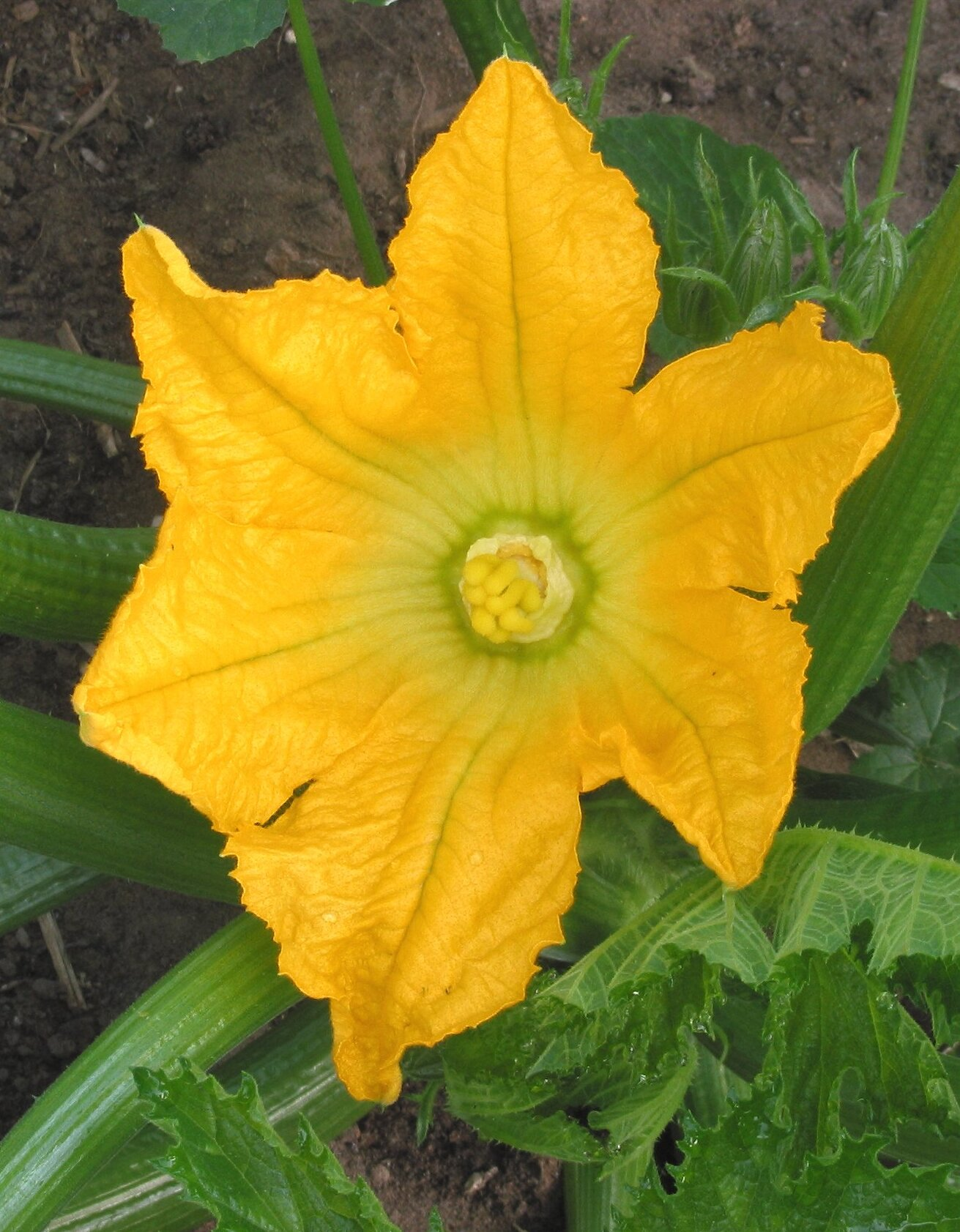
lijnvormige stempels van courgette
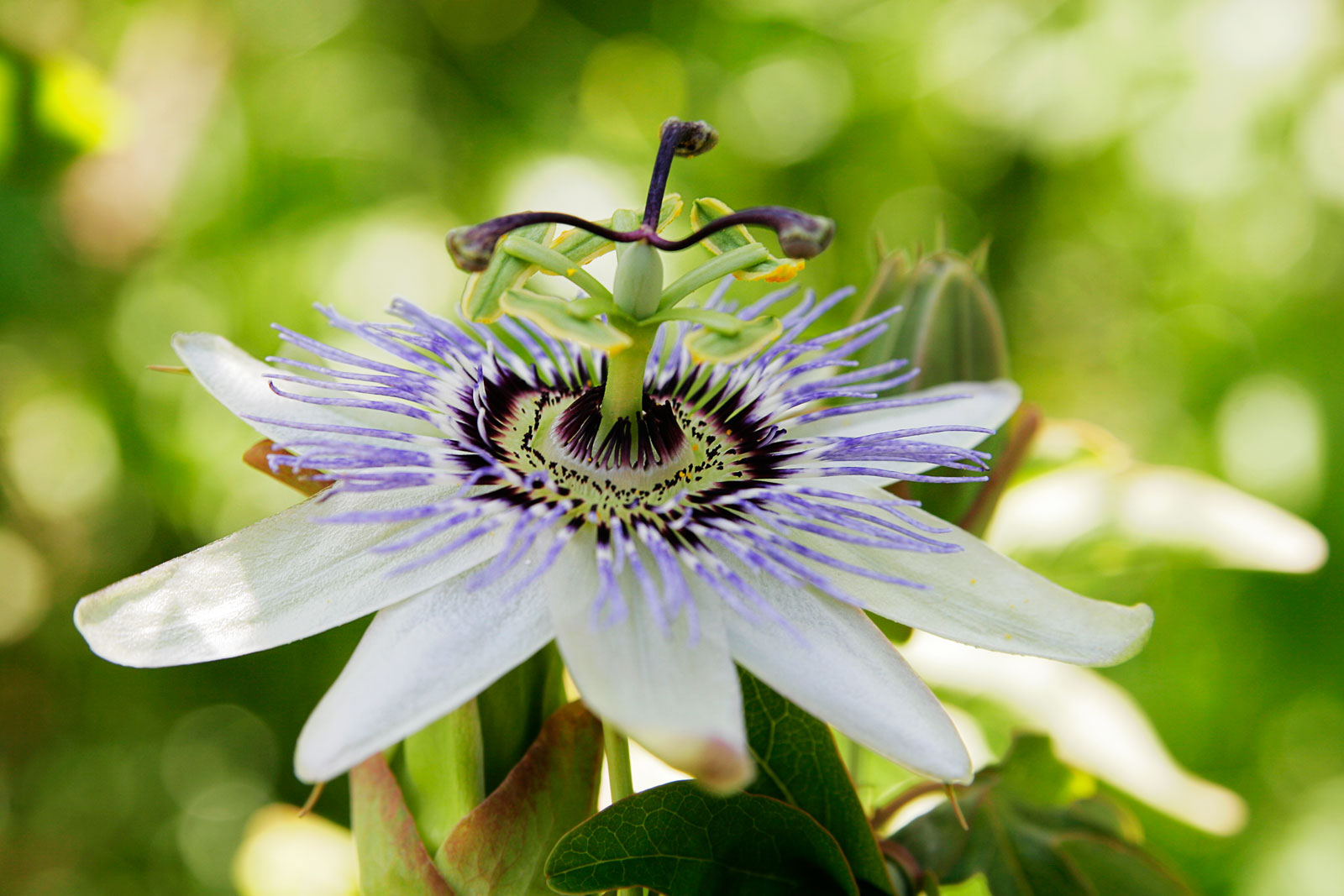
schijfvormige stempels van passiebloem
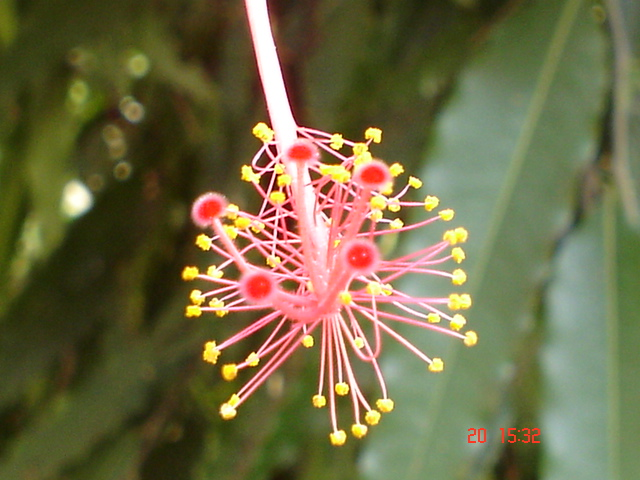
knopvormige stempels van hibiscus
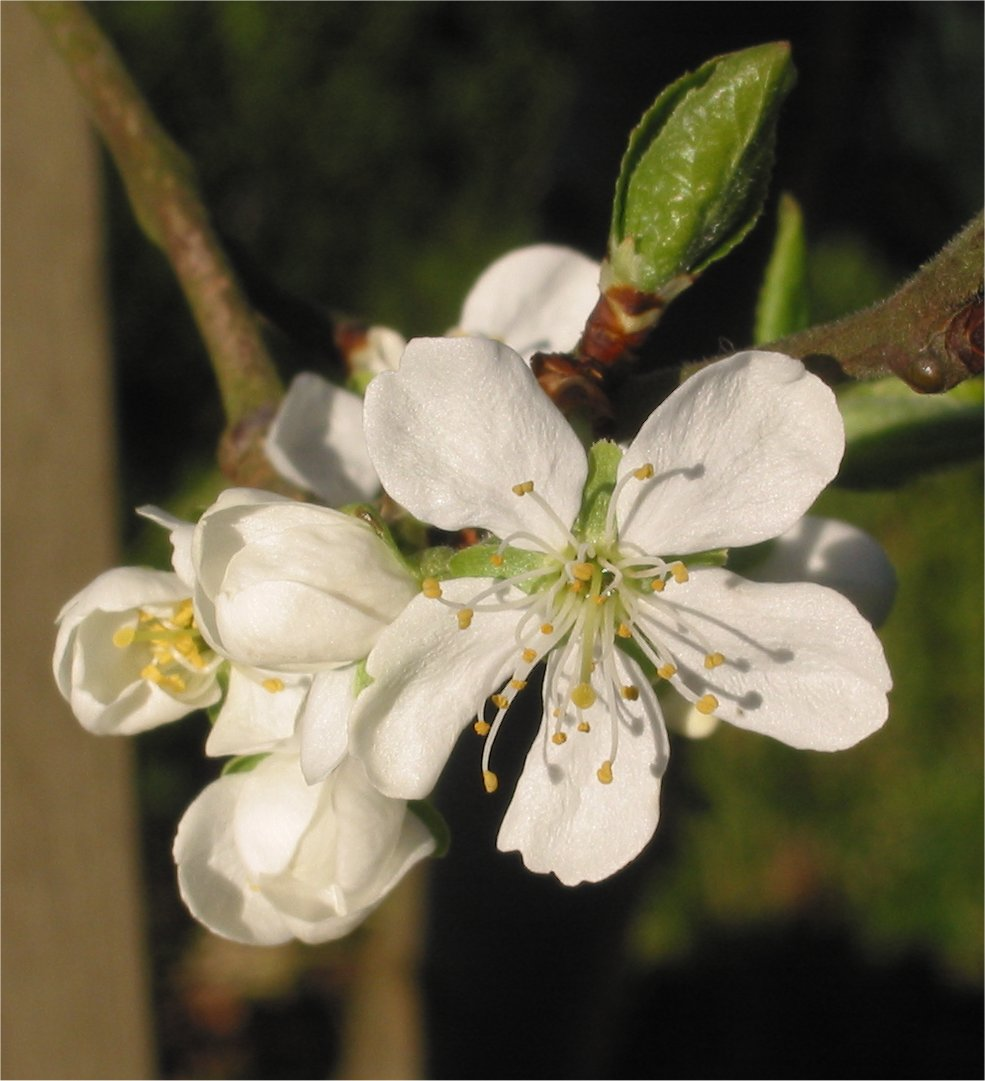
knopvormige stempel van pruim
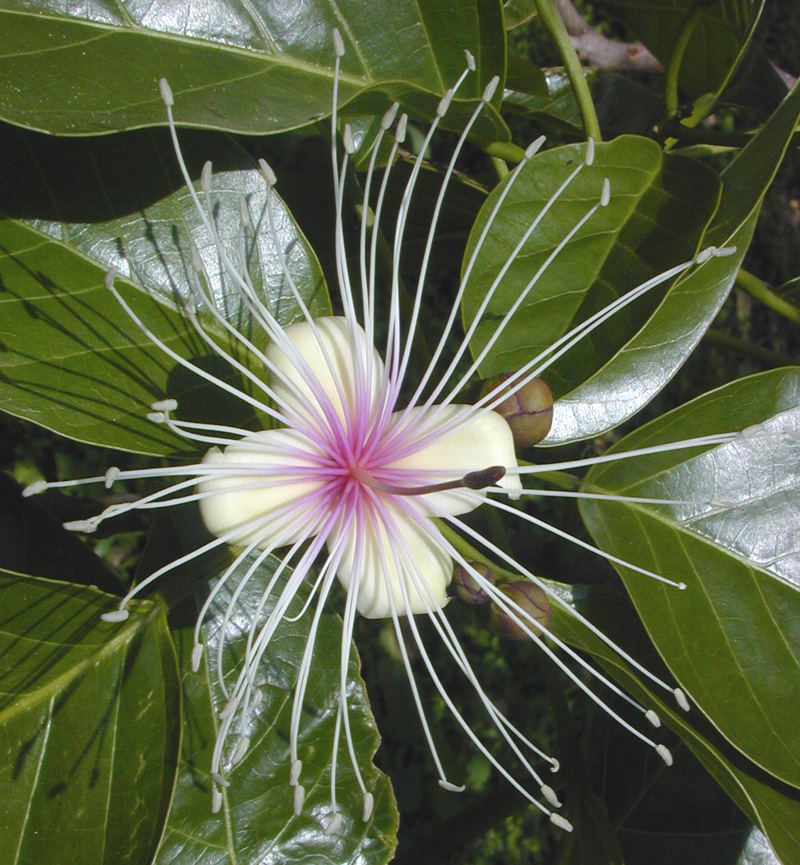
lijnvormige stempel van Crateva religiosa
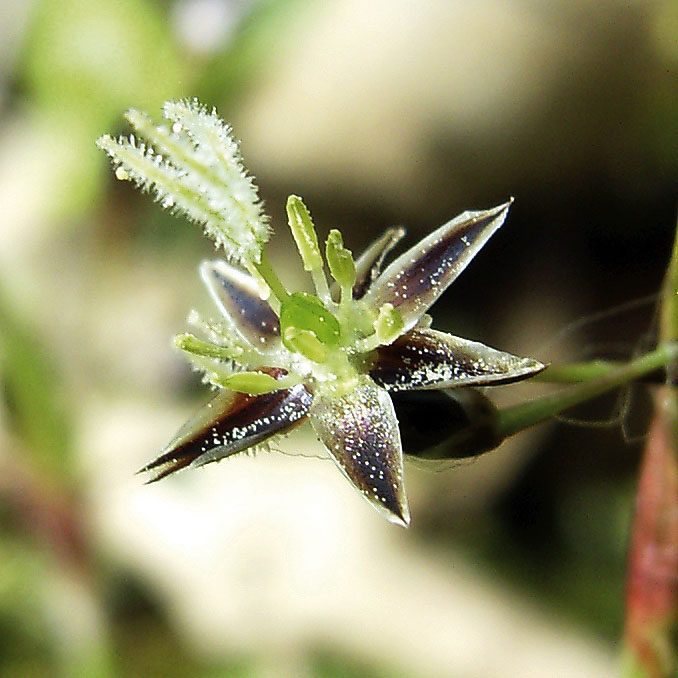
pluimharige stempel van ruige veldbies
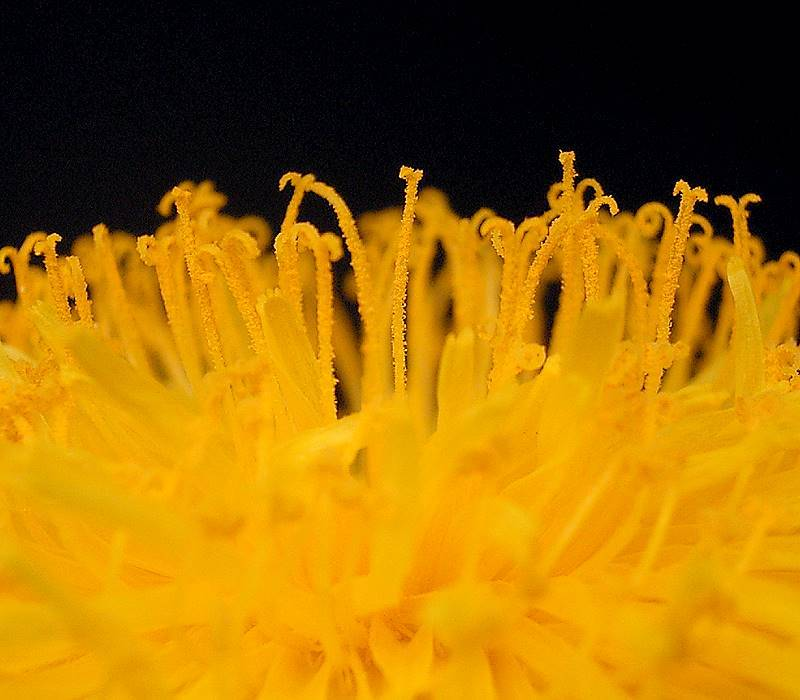
gelobde stempels van de paardenbloem
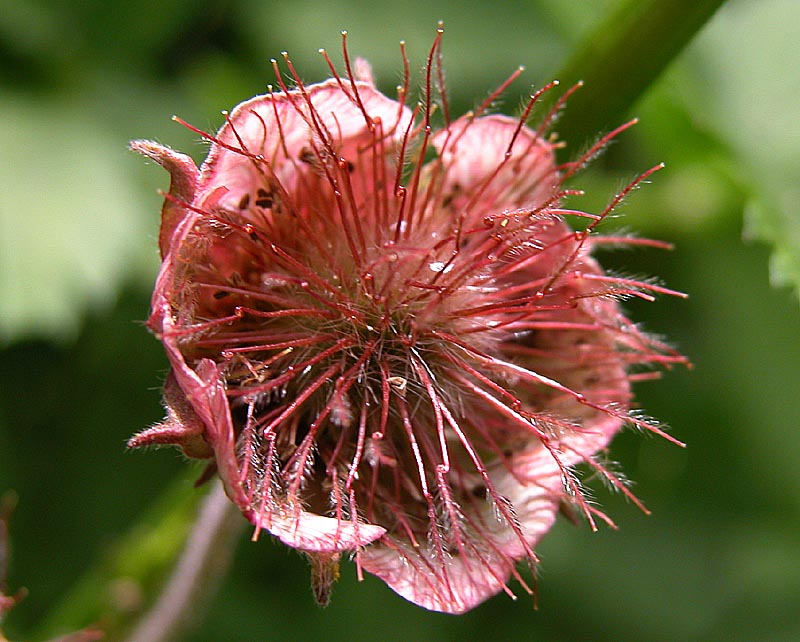
pluimharige stempels van knikkend nagelkruid
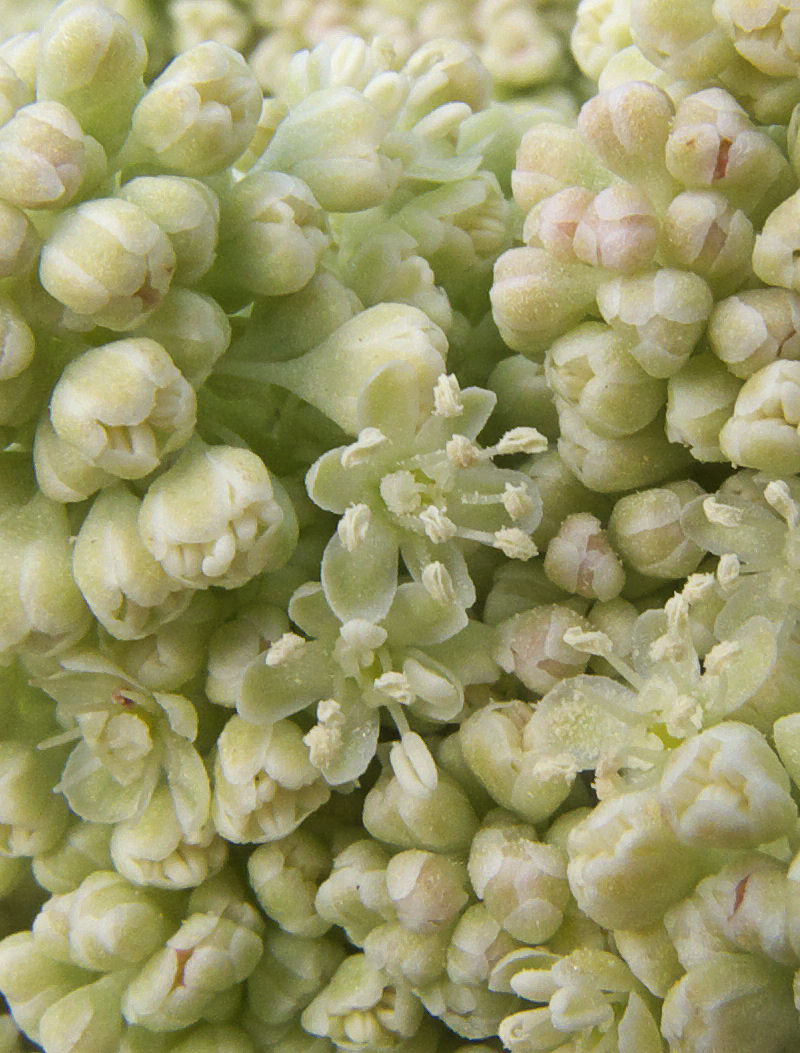
schijfvormige stempels van rabarber